# Estação Baltiiskaia
Baltiiskaia (em russo:  Балти́йская) é uma das estações da linha Kirovsko-Vyborgskaia (Linha 1) do metro de São Petersburgo, na Rússia.